# Flabellifrontipoda zelandica
Flabellifrontipoda zelandica är en kvalsterart som beskrevs av Hopkins 1975. Flabellifrontipoda zelandica ingår i släktet Flabellifrontipoda och familjen Oxidae. Inga underarter finns listade i Catalogue of Life.